# Enheduanna

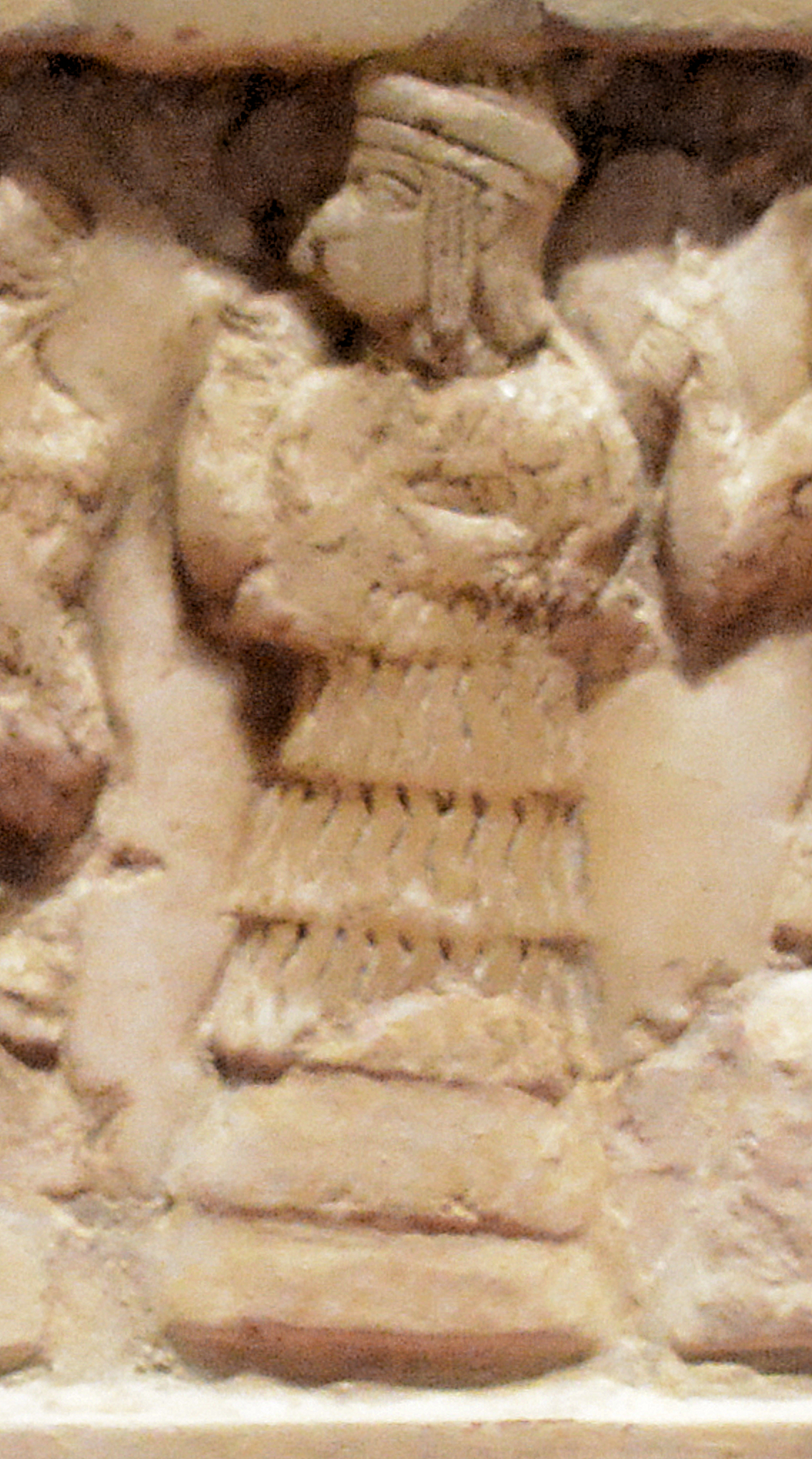
Enheduanna

Enheduanna sau En-hedu-anna (în sumeriană : 𒂗𒂗𒃶𒌌𒀭𒈾, în traducere "En" înseamnă "mare preoteasă", "hedu" înseamnă "bijuterie", "an" se referă la zeul cerului, An, iar cuvântul  "na"  este un pronume personal care înseamnă "a lui", deci Enheduanna înseamnă "Marea preoteasă, bijuteria [zeu]lui An"), a  fost fiica lui Sargon din Akkad și probabil a reginei Tashlultum, trăind în secolul 23 î.Hr. Ea este cea mai veche autoare de poezii cunoscută vreodată și a fost marea preoteasă a zeiței Inanna sau Ishtar (una dintre cele mai populare zeițe din Orientul Antic, asociată cu dragostea, frumusețea, sexul, războiul, dreptatea și puterea politică) și a zeului Lunii, Nanna sau Sin. Locuia în orașul-stat sumerian Ur.
Contribuțiile Enheduannei la literatura sumeriană includ mai multe devoțiuni personale către Inanna și o colecție de imnuri cunoscute sub numele de „Imnurile Templelor Sumeriene”. Aceasta o face prima autoare de poezii și scriitoare din istoria lumii.

## Biografie
Enheduanna este cunoscută în primul rând dintr-una dintre inscripțiile lui Sargon din Akkad (sau Šarru-kin), care afirmă că ea este fiica acestui rege, că era mare preoteasă a zeului Lunii Nanna și a construit un sanctuar pentru zeul cerului, An, în incinta templului zeiței Inanna din orașul Ur.
„Enheduanna, Marea Preoteasă a [zeului] Nanna, soția [zeului] Nanna, copilul lui Šarru-kin (Sargon din Akkad), regele lumii, în templul Inannei din Ur, a construit un [sanctuar] pentru zeul An [...].”
Prin imnurile ei, ea a contribuit la unificarea imperiului tatălui ei, regele Sargon din Akkad, primul suveran din istorie care a creat un imperiu, cucerind o serie de orașe independente din Mesopotamia. Pe lângă inscripția lui Sargon și legendele ulterioare, avem și alte dovezi ale existenței Enheduannei, cum ar fi trei sigilii care menționează numele ei precum și un disc calcolitic cu imaginea ei, descoperit în orașul în care a locuit, Ur.
Enheduanna a fost numită mare preoteasă de către tatăl ei pentru a spori influența acestuia. Pentru Sargon și pentru succesorii săi, numirea rudelor în funcțiile principale din stat era o practică obișnuită. Numirea lui Enheduanna ca mare preoteasă nu poate fi considerată doar punerea acesteia în fruntea clerului, ba mai mult, ea a fost asociată la conducerea statului și misiunea ei era ca să influențeze poporul, folosind credința lui în zei, ca acesta să îl accepte pe Sargon din Akkad ca rege al său. Se știe că reginele și prințesele familiei conducătoare akkadiene aveau proprietăți considerabile de pământ și propriul aparat administrativ.
Enheduanna și-a păstrat funcția în timpul domniilor fraților ei, Rimuš și Maništušu, jucând un rol proeminent în viața socială și politică, iar unele indicii arată faptul că ea a trăit și în timpul domniei fiului lui Rimuš, regele Naram-Sin îndeplinind funcția de mare preoteasă a zeilor Nanna și Ishtar până la moartea ei. Unele surse arată că ea a deținut funcția de mare preoteasă mai bine de patruzeci de ani.
Conform " Exaltării Inannei ", un crud uzurpator, numit Lugalanna sau Lugulanne, rege al Urukului, a cucerit orașul Ur, unde Enheduanna își exercita funcția. Bazându-se pe autoritatea zeității locale Nanna, el și adepții săi s-au opus zeilor care erau considerați patronii imperiului akkadian - Inanna și tatăl ei An. Cu toate acestea, Enheduanna, în calitate de mare preoteasă a zeului Nanna, nu l-a sprijinit pe Lugalanna, fapt pentru care, regele a expulzat-o din oraș. Apoi, conform poemului, preoteasa Enheduanna se roagă către zeița Inanna să o scape din situația disperată în care se afla (probabil că Lugalanna o forțase să se sinucidă sau poate că  a poruncit ca ea să fie asasinată) și se pare că ajutorul a venit într-adevăr sub forma unei armate conduse de nepotul ei, Naram-Sin. După suprimarea răscoalei, Naram-Sin și-a repus mătușa în funcție, unde Enheduanna a continuat să fie mare preoteasă a zeilor Nanna și Ishtar până la moartea ei, fiind înlocuită de Enmenanna, fiica lui Naram-Sin. Dacă luăm în considerare că Enheduanna s-a născut în epoca lui Sargon din Akkad (Sargon a domnit 50 de ani, între anii 2350/2300 și 2300/2250 î.Hr., după diverse cronologii) și a murit în epoca lui Naram-Sin, (el a devenit rege în jurul anului 2270 î.Hr. (2220 î.Hr. după unele cronologii), înseamnă că Enheduanna a murit la o vârstă înaintată. Ea a trăit și în timpul domniilor fraților ei, Rimuš și Maništušu (ei au domnit în jur de 30 de ani, între 2300/2270 și 2250/2220), îndeplinind funcția de mare preoteasă în care o învestise tatăl ei. Gândindu-ne că Enheduanna a devenit preoteasă la vârsta maturității (la 20 sau 30 de ani), îndeplinind această profesie multă vreme în timpul domniei tatălui ei și încă 30 de ani în timpul domniilor fraților ei, murind după mai bine de patruzeci sau cincizeci de ani de exercitare a funcției sale, ne indică faptul că Enheduanna a trăit 60 sau 70 de ani, poate ajungând și la cea de 80 de ani (o vârstă extrem de mare pentru o persoană din acele timpuri). 

## Opera literară a Enheduannei
Enheduanna a compus 42 de imnuri adresate zeilor sumerieni și mai multe texte cu subiect mitologic. Textele sunt reconstituite din 37 de tăblițe descoperite în orașele Ur și Nippur, dintre care cele mai multe datează din anii 2200 și 2000 î.Hr. Această colecție este cunoscută în general ca Eu-nir sau „Imnurile Templelor Sumeriene”. Copierea imnurilor indică faptul că imnurile templului au fost folosite cu mult timp după moartea Enheduannei și au fost respectate.￼
Cealaltă operă celebră a ei este „Exaltarea Inanei” sau „Nin-Me-Sar-Ra”, care este o devoțiune personală către zeița Inanna și, de asemenea, detaliază expulzarea Enheduannei din orașul Ur. Poeziile și imnurile Enheduannei au jucat un rol major în cimentarea sincretismului dintre zeița sumeriană Inanna și zeița akkadiană Ishtar. Prin adaptări , ea a dat poeziilor sale caracterul unui ciclu poetic compact, uniform. 
Vasta cultură a Enheduannei și faptul că ea știa să citească și să scrie în limbile sumeriană și akkadiană ridică problema alfabetizării feminine în Mesopotamia antică. Pe lângă Enheduanna, se știe că soțiile regale comandau scribilor diverse contracte și imnuri religioase sau poate compuneau ele înseși poezii. 

### Lista compozițiilor
- Nin-me-šara (în traducere „Exaltarea Inanei ”) este o rugăciune adresată de Enheduanna zeiței Inanna prin care cerea să o scape din situația disperată în care se afla. Imnul descrie măreția și grandoarea zeiței și printre altele expulzarea Enheduannei din orașul Ur, de către Lugulanne, regele din Uruk, care se răzvrătise asupra nepotului ei, Naram-Sin (2.272 –2.235 î.Hr.).
- In-nin ša-gur-ra (în traducere „Doamna cu inima puternică” sau ,,Stăpâna cu inimă mare") o descrie pe zeița Inanna ca având un rol foarte important în conducerea Universului, fiind stăpâna cerului și a pământului, a zeilor și a omenirii, în imn fiind descrisă splendoarea, frumusețea și grandoarea zeiței Inanna.
- In-nin me-huš-a (în traducere "Inanna și Ebih") este un mit care descrie confruntarea Inannei cu muntele personificat Ebih, un munte aparținând lanțului muntos Zagros.  Mitul începe cu mai multe laude adresate măreției Inannei. Zeița călătorește în întreaga lume, unde toate făpturile și toată natura îi recunosc superioritatea, însă muntele Ebih nu o recunoaște pe Inanna ca stăpână a lui. Zeița devine înfuriată de ofensa și hotărăște să îl distrugă pe Ebih, ca  exemplu pentru cine va mai îndrăzni să o mai înfrunte vreodată. Inanna îi cere lui An, zeul sumerian al cerului, să îi permită să îl distrugă pe muntele Ebih, dar acesta o avertizează pe zeiță să nu îl atace. Zeița ignoră avertismentul zeului An și continuă să îl atace pe muntele Ebih, reușind în final să îl distrugă.
- Colecția Eu-nir (în traducere ,,Imnurile  Templelor Sumeriene"). Pentru fiecare dintre principalele orașe ale imperiului akkadian, Enheduanna a scris câte un scurt poem dedicat fiecărui zeu tutelar al fiecărui oraș aflat sub stăpânirea Akkadului și fiecărui templul al zeilor respectivi. Ea în total a scris 42 de imnuri,contribuind astfel la diseminarea lor printre elita intelectuală akkadiană și să reconcilieze zeii akkadienilor cu zeii sumerienilor, creând o legătură puternică între cele două popoare pentru a realiza unificarea lor și combinând ideologia ambelor culturi.

Unele imnuri din colecția Eu-nir sunt :
I. Imnul templului E-engur al zeului Enki din Eridu;
II. Imn templului E-kur al zeului Enlil din Nippur;
VII. Imnul templului zeiței Ninhursag din Kish;
VIII. Imnul templului E-kišhnungal al zeului Nanna-Suen din Ur;
XIII. Imnul templului E-babbar al zeului Utu din Larsa;
XVI. Imnul templului E-anna al zeiței Inanna din Uruk;
XX. Imnul templului E-ninnu al zeului Ningirsu din Girsu (aproape de orașul Lagash);
XXII. Imnul templului zeiței Nanshe din Sirara (aproape de orașul Lagash);
Xxv. Imnul templului zeului Shara din Umma;
XXXV. Imnul templului zeului Zababa din Kish;
LXII. Imnul templul zeiței Nidaba din Uruk.

### Nin-me-šara, în traducere „Exaltarea (Înălțarea) Inanei" ,
Acest imn a fost compusă într-o perioadă foarte grea pentru ea și pentru viața întregii zone: Enheduanna își avea reședința între Ur și Uruk, deservind templele zeiței Inanna din aceste cetăți-stat. Lugalanna sau Lugulanne, regele din Uruk, s-a răsculat împotriva regelui Naram-Sin (2.270–2.235 î.e.n.), care domnea peste Imperiul akkadian și era nepotul preotesei. Regele Lugulanne a izgonit-o pe Enheduanna din templele ei din orașul Ur și a instalat o altă preoteasă în locul ei. Marea preoteasă Enheduanna dezvăluie zeiței suferințele și umilințele prin care trecuse.
- Ai toate marile Atribute, [în original "ME", părțile din care se compune puterea unei divinități], lumină strălucind puternic;

- În raze înveșmântată, dreaptă, de Cer și Glie îndrăgită,

- Lui An [zeu al cerului] divină slujitoare, din toate alesele podoabe

- Tu ești gătită cu tiară, a înaltei preoții cunună;

- Cu mâna ai dobândit toate acele șapte Atribute,

- Stăpâna mea, păzind cu grijă supremele Atribute, toate!

- Ai strâns înaltele Atribute ca să le agăți de pieptul tău!

- Aidoma cu un balaur, în țară ai adus venin;

- Ca tunetul spre glie bubui, nu îți stă înainte nici o plantă

- Așa ești tu, Inanna, zeița tăriei și a pământului!

- Lași ațâțatul foc să cadă peste neamuri,

- An ți-a dat marile Atribute, stăpână călărind o fiară,

- Traduci în fapte hotărârea după a lui An poruncă sfântă.

- La orice jertfe mari prezentă, cum poți cuprinde ce este al tău?

- Pustiitoare de țări vaste, când e furtună zbori încet;

- Tu, pururi dragă lui Enlil, [stăpânul zeilor] plutești aproape de popor.

- Ești zeița care-ascultă de hotărârile [zeu]lui An

- Când glasul tău divin răsună, în fața ta se închină țara!

- Când ți se înfățișează omenirea,

- Se teme, tremură înaintea înviforatei străluciri,

- Căci ea primește de la tine ceea ce merită pe drept.

- Un cânt de jale intonează și plânge înaintea ta,

- Pășind spre tine pe cărarea lăcașului plin de suspine!

- Când te avânți în bătălie, tu nimicești în cale totul.

- Stăpâno, pe aripile tale te înalți ca să lovești (o țară),

- Ca vijelia în iureș dai năvală,

- Prin urletul furtunii glăsuiești,

- Ca tunetul, întruna bubuiești;

- Ca vânturile rele tu vuiești

- Picioarele îți aleargă pururi,

- Cântând din harfa întristării, tu slobozi jalnice suspine!

- Stăpâna mea, Anunna[ki], zeii mari,

- Din aripi bat ca liliecii, zburând departe către scorburi:

- Se tem să vină înaintea privirii tale în veci cumplite.

- Nu cutezăm nici noi ca în fața năpraznicii făpturi să stăm,

- Cine ar putea să îți potolească amarul inimii mâhnite?

- Căci inima ta supărată cu îmbunarea nu se împacă

- Stăpână ce ne alini rărunchii, stăpână ce ne bucuri pieptul,

- Mânia ta nimic nu o scade, fiica mai mare a lui Suen!

- Stăpâna cea mai mare a țării, omagiu cine nu îți aduce?

- Pe muntele ce nu te adoră și iarba este veștejită,

- Intrarea lui măreață ai preschimbat-o în scrum.

- În râurile sale e sânge și nu are ce să bea poporul

- Captivă își ține el oștirea în fața ta prin voia sa.

- Își risipește ale sale cete din fața ta prin voia sa.

- Voinicii își pune în rânduri dese înaintea ta prin voia sa,

- Furtuna curmă dansul chiar în cetatea lui,

- El mână pe voinicii tăi ca prizonieri înaintea ta.

- Peste cetatea ce nu a spus: „Această țară îți aparține!”

- Cea care nu a grăit: „Noi aparținem tatălui tău, al tău părinte!”

- Porunca sacră ai trimis-o, din drumul tău ai înturnat-o,

- Te-au dus departe pașii de împrejmuirea ei.

- De dragoste nu mai vorbește cu soțul ei nici o soție;

- Ei nu se mai împreunează noaptea.

- Nevasta de bărbat își ascunde lăuntricele ei comori,

- Sălbatică juncană iute, mai-marea fiică a lui Suen,

- Stăpână peste zeul An, oare cine nu îți aduce slavă?!

- Deții înaltele Atribute, regină mare între regine,

- Născută din divine coapse, ți-ai întrecut divina mamă.

- Multștiutoare înțeleaptă, stăpână peste orice țară,

- Apărătoare a mulțimii, ți-ai intonat preasfântul cântec!

- De înaltele Atribute demnă, voioși te aclamăm, zeițo!

- Femeie milostivă, dreaptă, ți-am spus, înaltele Atribute!

- Întocmai cum ți-a fost porunca, am intrat în sfântul meu giparu [loc unde își petreceau viața preotesele zeilor],

- Eu, marea ta preoteasă, Enheduanna însăși!

- Ți-am dus eu coșul (cu ofrande?) [în original "masab"], cântând un imn în slava ta

- [...] Stau într-o curte de leproși, în preajma ta eu nu mai trăiesc.

- Lumina zilei când se arată, ea se cernește în jurul meu,

- Lumina zilei e umbrită, furtuna (de nisip) o scade

- Iar gura mea melodioasă rostește vorbe fără noimă.

- De aleasa mea înfățișare se alese pulbere de acum.

- Ce înseamnă pentru mine, o, Suen, acest Lugulanne?!

- [Zeu]lui An tu spune-i: „Fie ca An să-i dea  drumul!”

- [Zeu]lui An zi-i doar: „Acum!”, și An îmi va da drumul.

- Femeia nou-venită [noua preoteasă, numită în locul Enheduannei sau poate este vorba de zeița Inanna?] îi va lua lui Lugulanne bărbăția.

- Vă așterneți la picioarele sale munți și ape!

- Femeia aceasta exaltată vrea să-l despartă de cetate,

- Dorește singur să îți reverse mânia ei asupra mea

- Fie ca eu, Enheduanna, să înalț o rugă către dânsa;

- Să curgă lacrimile mele pentru Inanna dulce apă!

- Nu pot să-l potolesc pe zeul Ašimbabbar [alt nume al zeului Lunii, Sin]

- Căci jertfa de purificare și ale lui An divine rituri

- Sunt încălcate azi de Lugulanne.

- Pe zeul An l-a izgonit din (templul său) E-anna [în traducere " Casa cerului"]

- Nu ne-a lăsat să-l venerăm pe An-lugal [în traducere "lugal" înseamnă "stăpân", se referă la zeul An ca stăpân al cerului]

- Templul plin de podoabe scumpe, de o frumusețe fără seamăn,

- Întregul lui sanctuar l-a dus de râpă el,

- Ca un părtaș venind la tine, se-apropie de a lui cumnată.

- Sălbatică juncană sacră, alungă-l, prinde-l pe-acest om!

- În locul de refugiu eu însămi ce sunt oare?

- S-a ridicat (Urukul) împotriva ta, o, Nanna!

- [Zeu]lui An să se închine acea cetate!

- Acea cetate să se închine [zeu]lui An!

- Copiii ei să plângă neîmbunați de mame!

- Stăpână, (harfa) tânguirii ai așezat-o pe pământ,

- Iar luntrea care îți poartă jalea a nimerit la țărm vrăjmaș.

- La sacra mea cântare sunt gata toți să moară...

- De grijă să nu-mi poarte nici Nanna, zeul meu;

- El m-a sortit pieirii prin arma ucigașă.

- Zeul Ašimbabbar nu mi-a rostit sentința.

- S-o fi rostit: ce înseamnă asta pentru mine?

- Sau nu a rostit-o: asta ce înseamnă pentru mine?

- Tronam cândva triumfătoare: azi el m-a scos din templu afară.

- Fug ca lăstunul din fereastră și viața mea este isprăvită.

- El m-a făcut să calc pe rugi de mure-n munte.

- Mi-a scos tiara demnă de preoții cei mari.

- Mi-a dat pumnal și paloș, zicând: „Ți se cuvin!” [poate că Enheduanna a fost îndemnată sau obligată să se sinucidă]

- Prea scumpa mea stăpână, [zeu]lui An atât de dragă,

- Divina ta inimă semeață cu mine să se-arate blândă!

- Mireasă scumpă a lui Ušumgalanna [alt nume pentru Dumuzi, zeu al vegetației și iubitul zeiței Inanna]

- Tu stăpânești, regină mare, zenit [orizontul] și temelii cerești!

- Ți se supun toți zeii Anunna[ki],

- Deși te-ai născut ca soră mai mică

- O, cât ești mai presus de marii zei Anunna[ki]!

- Sărută zeii Anunna[ki] glia în fața ta (în semn că te ascultă)!

- Nu mi-e sfârșită judecata și o hotărâre dușmănoasă

- Înaintea mea se ivește, părând sentința mea.

- În ritualul meu [aducând un coș cu ofrande?] îmi încrucișez iar brațele [către zei],

- Nici nu am să mai dezvălui lumii ce hotărâri luă Ningal, [soția lui Nanna sau Sin, zeul Lunii]

- Deși sunt marea preoteasă a lui Nanna;

- Regina mea, de [zeul] An îndrăgită, să aflu în inima ta milă

- Acesta nu a spus pentru Nanna: „Fie recunoscut, ah, fie!”

- Acela a rostit: „Este al tău!”

- Că tu ești mare în Ceruri – fie recunoscut!

- Că tu ești vastă ca Pământul – fie recunoscut!

- Că pustiești țări răsculate – fie recunoscut!

- Răsună țara de al tău strigăt – fie recunoscut!

- Culci multe capete în țărână – fie recunoscut!

- Ca un dulău te înfrupți din leșuri – fie recunoscut!

- Privirea ta e înspăimântătoare – fie recunoscut!

- Căutătura ta e cumplită – fie recunoscut!

- Că ochii tăi inspiră groaza – fie recunoscut!

- Că ești pornită împotriva [...] – fie recunoscut!

- Că dobândești mereu izbânzi – fie recunoscut!

- Acesta nu a spus pentru Nanna, acela a rostit: „Este al tău?”

- E ceea ce îți sporește faima, Stăpâna mea atotslăvită!

- Stăpâna mea de [zeul] An îndrăgită, eu am descris mânia ta!

- S-au pus cărbunii (în cățuie/cădelniță) la jertfa de purificare,

- Iatac de nuntă te așteaptă, să îți fie inima împăcată!

- Spunând: „Destul e pentru mine! Prea mult e pentru mine!”

- Ți-am zămislit, slăvită Stăpână (imnul acesta),

- Pe care pentru tine l-am spus la miez de noapte;

- Un cântăreț [în original "gala"] să îl rostească din nou la miez de noapte;

- Dar pentru soțul tău robit și pentru fiul tău captiv

- Mânia ți se încrâncenează, iar inima ta nu are pace!

- Stăpână între stăpâne și a sălii tronului nădejde

- Prinoasele și le-a primit

- Iar inima Inannei e împăcată.

- Azi i-a surâs norocul, purta mărețe straie,

- Era îmbrăcată în frumusețea ei de femeie [aici este vorba despre Enheduanna].

- Ca radioasa lună în zare, așa era de împodobită

- Când Nanna s-a ivit – senină învederare!

- Toți au slăvit pe mama (Inannei), zeița Ningal;

- Al porții prag din cer a strigat: „Slavă!”

- De-aceea cuvântă (Enheduanna) cu înflăcărare către Hierodulă [Inanna];

- Cântând țărilor pedeapsă, cu Atribute date de An,

- Stăpânei mele înveșmântată în frumusețea ei – Inanna!